# (4868) Knushevia
(4868) Knushevia es un asteroide perteneciente al cinturón interior de asteroides descubierto por Eleanor Francis Helin el 27 de octubre de 1989 desde el observatorio del Monte Palomar, Estados Unidos.

## Designación y nombre
Knushevia se designó al principio como 1989 UN2.
Posteriormente, en 2002, fue nombrado con las iniciales de la Universidad de Kiev.

## Características orbitales
Knushevia orbita a una distancia media de 1,961 ua del Sol, pudiendo acercarse hasta 1,827 ua y alejarse hasta 2,094 ua. Tiene una inclinación orbital de 22,1 grados y una excentricidad de 0,06821. Emplea en completar una órbita alrededor del Sol 1003 días.
Knushevia forma parte del grupo asteroidal de Hungaria.

## Características físicas
La magnitud absoluta de Knushevia es 14,8 y el periodo de rotación de 3,142 horas.